# Host (časopis)
Host je brněnský literární časopis vydávaný Spolkem přátel vydávání časopisu HOST. Publikuje literárně-vědné články, komentáře, recenze a informace o světové literatuře. Vychází v něm i původní česká poezie a próza. Od roku 2022 je šéfredaktorem spisovatel Jan Němec.

## Historie

### 20. léta minulého století
Historie avantgardní literární revue] s názvem Host sahá do 20. let 20. století, kdy v ní vycházely články autorů z Literární skupiny a Devětsilu. Časopis vznikl v roce 1921 v Přerově a brzy se přesunul do Prahy. Mezi jeho autory a přispěvateli byli v té době Jaroslav Seifert, Vítězslav Nezval, Jiří Wolker či František Halas. V této formě časopis vycházel do roku 1929.

### 50. a 60. léta
V 50. a 60. letech pak vycházel časopis s podtitulem „měsíčník pro literaturu, umění a kritiku“. Název se rozšířil na Host do domu, podle stejnojmenné sbírky Jiřího Wolkera. Jeden z iniciátorů časopisu Ivan Kříž zmiňuje snahy o jeho povolení už v roce 1949. Roku 1954 jej začal vydávat Svaz československých spisovatelů v brněnské redakci nakladatelství Československý spisovatel. Až do roku 1963 byl šéfredaktorem Bohumír Macák, kterého poté nahradil básník Jan Skácel.
Podle Richarda Svobody se pod Skácelovým vedením stal Host do domu „jedním z nejpodnětnějších dobových kulturních časopisů“. Nynější šéfredaktor Miroslav Balaštík uvádí, že v 60. letech literatura, a s ní i časopis, plnila kromě estetické role i roli politickou. Tehdy do revue přispívali kromě šéfredaktora i další básník Oldřich Mikulášek a spisovatelé Ludvík Kundera, Jan Trefulka, Pavel Švanda, Milan Uhde či Antonín Přidal. Jan Trefulka se od roku 1969 stal šéfredaktorem a časopis změnil periodicitu na čtrnáctideník. Na jaře 1970 však bylo jeho vydávání úředně zastaveno.
Brněnské Krajské nakladatelství (později Blok) v 60. letech vydávalo řadu knih v Edici Hosta do domu.

### 80. léta
Znovu začal časopis s názvem Host vycházet v roce 1985 jako samizdatový kulturní sborník, a to z iniciativy a pod vedením chartisty Dušana Skály. Do roku 1989 vyšlo pět čísel sborníku o rozsahu mezi 200 a 800 stranami.

### 90. léta a současnost
V roce 1990 byl časopis oficiálně zaregistrován jako dvouměsíčník a do roku 1995 veden literárním kritikem Igorem Ficem. Toho nahradil literární vědec a publicista Miroslav Balaštík. Od roku 1995 Host vycházel ve formátu A4, postupně zvyšoval periodicitu a od roku 1999 vychází jako měsíčník. V roce 2010 časopis vycházel v nákladu 1 400 výtisků a podle šéfredaktora měl 700 předplatitelů.
Současně s formálním obnovením časopisu vzniklo v roce 1990 i stejnojmenné nakladatelství pod vedením Dušana Skály. Do roku 1994 vydalo řadu knih, včetně Edice poesie Host. V roce 1995 převzala vydavatelskou činnost redakce časopisu a pod jeho hlavičkou vyšla básnická sbírka Petra Čichoně Chilia. Roku 1996 bylo znovu obnoveno nakladatelství a navázalo na publikování soudobé poesie, později i prózy a literárně-vědných textů.

## Autoři
Mezi autory časopisu patří Michal Ajvaz, Jan Balabán, Václav Bělohradský, Petr A. Bílek, Petr Borkovec, Eugen Brikcius, Ota Filip, Sylva Fischerová, Viola Fischerová, Jiří Gruša, Ivan M. Havel, Martin Hilský, Daniela Hodrová, Martin Hybler, Bohdan Chlíbec, Květoslav Chvatík, Jan Jandourek, Josef Jařab, Ivan Jelínek, Ivan Jirous, Věra Jirousová, Vladimír Justl, Petr Kabeš, Václav Kahuda, Zeno Kaprál, Dušan Karpatský, Pavel Kohout, Pavel Kolmačka, Zdeněk Kožmín, Petr Král, Jiří Kratochvil, Vít Kremlička, J. H. Krchovský, Jiří Kuběna, Ludvík Kundera, Milan Kundera, Věra Linhartová, Antonín J. Liehm, František Listopad, Roman Ludva, Zdeněk Mathauser, Jaroslav Med, Ivan Medek, Věroslav Mertl, Petr Motýl, Alena Nádvorníková, Jaromír Nohavica, Jiří Olič, Patrik Ouředník, Jiří Pelán, J. A. Pitínský, Martin C. Putna, Josef Rauvolf, Martin Reiner, Břetislav Rychlík, Ivan Slavík, Milan Suchomel, Karel Šiktanc, Josef Škvorecký, Jana Štroblová, Pavel Švanda, Miloslav Topinka, Jáchym Topol, Jiří Trávníček, Jan Trefulka, Bogdan Trojak, Vlastimil Třešňák, Jaromír Typlt, Milan Uhde, Petr Váša, Zdeněk Vašíček, Jiří Veselský, Michal Viewegh, Ivo Vodseďálek, Václav Vokolek, Ivan Wernisch, Karel Zlín či Jiří Žáček.

## Ohlasy
V lednu 2003 uvedla Česká televize o časopisu a s ním spojených osobnostech komponované pořady pod titulem Genius loci. Režisér V. Kelbl natočil předchozího roku dva díly s názvy Procesí dychtivých slov a Literární hostinec a ty byly doplněny o dokument režiséra V. Fatky z roku 1999 Akustika srdce aneb Panu profesorovi s láskou.
U příležitosti 25. výročí existence časopisu (počítáno od samizdatu z 80. let) byla v březnu 2010 v Moravské zemské knihovně v Brně uspořádána výstava o časopisu, nakladatelství a jeho tvorbě i osobnostech.